# Funzione definita positiva
In matematica, una funzione di variabile reale si dice definita positiva attorno ad un punto {\displaystyle p} quando in corrispondenza di {\displaystyle p} essa si annulli, ed intorno a {\displaystyle p} essa assuma valori strettamente positivi.
L'analisi delle funzioni definite positive (e delle matrici definite positive, concetto strettamente correlato attraverso la teoria delle coniche e delle quadriche) è di estremo interesse per molte branche della matematica.

## Definizione formale
Una funzione {\displaystyle V\left({\underline {x}}\right):R^{n}\rightarrow R} continua si dice definita positiva in un intorno sferico {\displaystyle U_{\rho }\left(p\right)} di raggio {\displaystyle \rho } di un punto {\displaystyle p} se e solo se:
1. {\displaystyle V\left(p\right)=0}
2. {\displaystyle V\left({\underline {x}}\right)>0} per ogni {\displaystyle {\underline {x}}\in U_{\rho }\left(p\right),{\underline {x}}\neq p}

Mediante il concetto di funzione di classe k è possibile generalizzare questa definizione a funzioni qualunque. Una funzione (non necessariamente continua) {\displaystyle V\left({\underline {x}}\right):R^{n}\rightarrow R} si dice infatti definita positiva in {\displaystyle U_{\rho }\left(p\right)} se:
1. {\displaystyle V\left(p\right)=0}
2. Esiste una funzione di classe k {\displaystyle \varphi \left(x\right)} tale che: {\displaystyle V\left({\underline {x}}\right)\geq \varphi \left(\left\|x\right\|\right)} per ogni {\displaystyle {\underline {x}}\in U_{\rho }\left(p\right)}

## Analisi complessa
Una funzione definita positiva di una variabile reale {\displaystyle x} è una funzione complessa {\displaystyle f:\mathbb {R} \to \mathbb {C} }
tale che per ogni n-upla di numeri reali
x1, ..., xn
la matrice A ∈ Mn×n(C) di valori
aij = f(xi − xj)
è una matrice semi-definita positiva. È frequente limitarsi al caso in cui f(−x) sia il complesso coniugato di f(x), rendendo la matrice A Hermitiana.
Se una funzione f è semidefinita positiva, troviamo ponendo n = 1 che:
f(0) ≥ 0.
Ponendo n=2 e ricordando che una matrice definita positiva ha un determinante positivo otteniamo:
f(x − y)f(y − x) ≤ f(0)2
il che implica
|f(x)| ≤ f(0).
Il concetto di funzione definita positiva sorge naturalmente nella teoria della trasformata di Fourier; è facile dimostrare direttamente che essere definita positiva è una condizione necessaria perché f sia la trasformata di Fourier di una funzione g sull'asse reale con g(y) ≥ 0.
Il risultato inverso è il teorema di Bochner, che afferma che una funzione continua definita positiva sull'asse reale è la trasformata di Fourier di una misura (positiva) 